# Nátrium-peroxid
A nátrium-peroxid egy szervetlen vegyület, az összegképlete Na2O2. Sárgás színű, kristályos vegyület. Különféle hidrátjai (kristályvizes nátrium-peroxidok) léteznek ilyen például az oktahidrát. Erősen higroszkópos.  A nátrium oxigénben való égésekor keletkezik. Igen erős oxidálószer. Maró hatású, a bőrre kerülve égési sebeket okozhat.

## Kémiai tulajdonságai
Víz hatására hidrolizál, nátrium-hidroxiddá és hidrogén-peroxiddá alakul.
{\displaystyle \mathrm {Na_{2}O_{2}+2\ H_{2}O\rightarrow 2\ NaOH+H_{2}O_{2}} }.
Ha savakkal reagál, hidrogén-peroxid és az adott sav nátriumsója keletkezik. Igen erős oxidálószer. Ha éghető anyagokkal (például szénnel, kénnel, fűrészporral) keverik össze, akár robbanás is történhet. Oxidálja a fémeket is, a nátrium-peroxiddal kevert alumíniumpor víz hatására lángra lobban. Szén-dioxid hatására oxigén fejlődik belőle.
{\displaystyle \mathrm {2\ Na_{2}O_{2}+2\ CO_{2}\rightarrow 2\ Na_{2}CO_{3}+O_{2}} }

## Előállítása
Nátrium szén-dioxid– és nedvességmentes levegőben vagy oxigénben való elégetésével állítják elő.
{\displaystyle \mathrm {2\ Na+O_{2}\rightarrow Na_{2}O_{2}} }

## Felhasználása
A nátrium-peroxidot fehérítőszerként használják. Emellett a levegő frissítésére alkalmazzák búvárok légzőkészülékeiben.